# Cuts Like a Knife
| Recensione | Giudizio |
| ---------- | -------- |
| AllMusic   | [ 7 ]    |

Cuts Like a Knife è il terzo album in studio del cantante canadese Bryan Adams, pubblicato il 18 gennaio 1983 dalla A&M Records.
L'album è diventato un enorme successo commerciale in Canada e negli Stati Uniti, mentre al di fuori del Nord America, l'album non ha riscosso molto successo. Dopo l'uscita di Reckless l'album è entrato nel grafico della classifica degli album inglesi e in seguito è stato certificato d'argento dalla BPI. È stato registrato a Little Mountain Sound Studios, Vancouver, Canada. L'album è stato un successo commerciale e ha venduto circa 4 milioni di copie in tutto il mondo.
Tre singoli sono stati pubblicati dall'album: "Straight from the Heart", "Cuts Like a Knife" e "This Time". L'album è considerato come uno dei album più belli e dei più grandi album degli anni '80. L'album è stato inserito alla posizione 48 della Greatest Album Canadian di tutti i tempi da Bob Mersereau nel suo libro The Top 100 Canadian Albums.

## Registrazione e produzione
Le registrazioni dell'album sono state effettuate fra il 13 agosto - 20 ottobre 1982 presso il Little Mountain Sound Studios di Vancouver; il mixaggio è iniziato il 14 ottobre e si è concluso il 20 ottobre, Bob Clearmountain ha mixato l'album presso il Le Studio a Morin-Heights, Quebec e il Power Station Studios a New York tra il 14 e il 20 ottobre 1982. "Straight from the Heart" è stata registrata a Little Mountain Sound Studios da Bob Clearmountain e Adams; è stata poi mixata a Le Studio, Morin-Heights, Canada; "Straight from the Heart" è stata scritta originariamente nel 1978; il titolo per la canzone originaria è stata una idea del suo amico Eric Kagna. Questa canzone fu l'ultima ad essere registrata per l'album. Adams non voleva davvero registrare "This Time", ma su insistenza di Bob Clearmountain la canzone è stata infine registrata a Little Mountain Sound Studios.

## Canzoni
Straight from the Heart è una ballata scritta da Adams e pubblicata nel dicembre 1982 come primo singolo estratto dall'album. È una delle canzoni più riconoscibili e popolari di Adams. È stata registrata anche dalla cantante gallese Bonnie Tyler nel 1983. La canzone ha raggiunto la posizione 10 nella top ten di Billboard Hot 100 e 32 di Mainstream Rock Songs and è apparsa su tutte le compilation di Adams, eccezion fatta per The Best of Me.
Cuts Like a Knife è stato pubblicato nel 1983 ed è diventato uno dei brani estratti dall'album di maggior successo nelle classifiche rock americane, nonché in assoluto una delle canzoni di Adams più riconoscibili e popolari degli anni '80. "Cuts Like a Knife" è stato pubblicato in tutto il mondo nel marzo 1984. La canzone ha raggiunto la top ten nella Mainstream Rock Tracks alla 6ª posizione, "Cuts Like a Knife" raggiunse la 15ª posizione della Billboard Hot 100. "Cuts Like a Knife" era la prima top 20 hit in classifica dei singoli canadese ed è rimasta nella top 20 per sei settimane. "Cuts Like a Knife" è stato pubblicato il mese successivo in Europa.
"Don't Leave Me Lonely" è stata scritta con Eric Carr batterista dei Kiss. Destinata ad essere inclusa nell'album "Creatures of the Night", è stata lasciata fuori dalla versione finale.
"This Time" di Adams e Jim Vallance è stato il terzo singolo estratto dall'album. "This Time" è stato il primo singolo di Adams ad entrare in classifica in Europa. Mentre è stato tracciato dopo essere stato ripubblicato nel Regno Unito. La canzone è entrata nella top 30 di Billboard Mainstream Rock Tracks alla posizione 21 ed ha raggiunto la posizione 24 di Billboard Hot 100 .
La traccia finale dell'album, "The Best Was Yet to Come", che è stata poi usata da Laura Branigan per il suo album omonimo del 1990, è attualmente una delle tre canzoni scritte su Dorothy Stratten.

## Tracce
Testi e musiche di Bryan Adams e Jim Vallance eccetto dove indicato.
1. The Only One – 3:16
2. Take Me Back – 4:41
3. This Time – 3:20
4. Straight from the Heart – 3:31 (Adams, Eric Kagna)
5. Cuts Like a Knife – 5:17
6. I'm Ready – 3:58
7. What's It Gonna Be – 3:40
8. Don't Leave Me Lonely – 2:58 (Adams, Vallance, Eric Carr)
9. Let Him Know – 3:11
10. The Best Was Yet to Come – 3:04

### Cuts Like A Knife – 40th Anniversary, Live From The Royal Albert Hall
Adams ha celebrato il traguardo del 40º anniversario dell'album, con uno spettacolo unico presso la Royal Albert Hall di Londra, contiene 10 tracce ri-registrate nel maggio 2022, che ha reso disponibile in download digitale e streaming il 3 febbraio 2023 come disco dal vivo. L'uscita presenta Adams cantante e chitarra, Keith Scott alla chitarra, Pat Steward alla batteria, Solomon Walker al basso e Gary Breit alla tastiera. Due nuovi video musicali dal vivo, rilasciati il 18 gennaio 2023, Cuts Like a Knife e I'm Ready sono stati diretti da Adams insieme a Dick Carruthers. L'album è stato prodotto dallo stesso Adams.
1. The Only One – 3:00
2. Take Me Back – 4:20
3. This Time – 3:23
4. I'm Ready – 4:02
5. What's It Gonna Be – 3:21
6. Don't Leave Me Lonely – 3:00
7. Let Him Know – 2:56
8. The Best Was Yet to Come – 2:58
9. Cuts Like a Knife – 5:08
10. Straight from the Heart – 3:02

## Cuts Like a Knife Tour
Cuts Like a Knife Tour è stato un tour musicale di Bryan Adams a supporto del suo album Cuts Like a Knife.
Il Tour inizia dal Canada il 26 gennaio 1983 da Halifax, per proseguire per gli Stati Uniti assieme al gruppo musicale rock Journey.
Anche se non presenti sull'album, il batterista per il tour è stato Frankie LaRocka e il tastierista era Johnny 'Blitz' Hannah. Adams poi si è recato a Vancouver, dove ha svolto un concerto di fronte a 30.000 fan.
Nel settembre del 1983 arriva in Europa per un tour di sei settimane da solista, un concerto (e successiva intervista alla band) è stato trasmesso in diretta dalla TV tedesca e radio della famosa serie Rockpalast. Nel novembre 1983 Adams è andato in Giappone per avviare il proprio tour da headliner. Oltre alla Germania, ha svolto concerti in Gran Bretagna, Francia e il 18 ottobre 1983 svolge il suo primo concerto in Italia a Milano presso il Rolling Stone.
Adams divide il palco per due date in Australia e Nuova Zelanda con i Police.

## Formazione
- Bryan Adams – Voce, chitarre, pianoforte
- Mickey Curry – Batteria
- Tommy Mandel – Organo, sintetizzatore, pianoforte
- Keith Scott – Chitarre, cori
- Dave Taylor – Basso, cori

### Personale addizionale
- Bruce Allen – Cori in "Cuts Like a Knife"
- Alfa Anderson – Cori in "Take Me Back"
- Bob Clearmountain – Cori in "Cuts Like a Knife"
- K. Davies – Cori in "Cuts Like a Knife"
- L. Frenette – Cori in "Cuts Like a Knife"
- Lou Gramm – Cori
- M. Simpson – Cori in "Cuts Like a Knife"
- Jim Vallance – Percussioni in "Take Me Back", "This Time", "Straight from the Heart" and "Let Him Know", tastiere in "The Best Was Yet to Come"
- Jim Wesley – Cori in "Cuts Like a Knife"
- James O'Mara – Fotografo

## Classifiche
| Classifica (1983-86) | Posizione massima |
| -------------------- | ----------------- |
| Australia            | 52                |
| Canada               | 8                 |
| Germania             | 24                |
| Nuova Zelanda        | 22                |
| Regno Unito          | 21                |
| Stati Uniti          | 8                 |
| Svezia               | 22                |